# Barbados i olympiska sommarspelen 1992
Barbados deltog i de olympiska sommarspelen 1992 med en trupp bestående av 8 deltagare, endast män, men ingen av landets deltagare erövrade någon medalj.

## Friidrott
Herrarnas 100 meter
- Henrico Atkins
  - Heat — 10,83 (→ gick inte vidare)

Herrarnas 800 meter
- Stevon Roberts
  - Heat — 1:52,30 (→ gick inte vidare)

Herrarnas 5 000 meter
- Leo Garnes
  - Heat — 15:21,95 (→ gick inte vidare)

Herrarnas 4 x 400 meter stafett
- Seibert Straughn, Roger Jordan, Edsel Chase och Stevon Roberts
  - Heat — DSQ (→ gick inte vidare)

Herrarnas tresteg
- Alvin Haynes
  - Kval — 15,93 m (→ gick inte vidare)

## Segling
Herrarnas lechner
- Brian Talma
  - Slutlig placering — 394,0 poäng (→ 40:e plats)